# Гікорі-Гілл (Кентуккі)
Гікорі-Гілл (англ. Hickory Hill) — місто (англ. city) в США, в окрузі Джефферсон штату Кентуккі. Населення — 119 осіб (2020).

## Географія
Гікорі-Гілл розташоване за координатами 38°17′16″ пн. ш. 85°34′4″ зх. д. / 38.28778° пн. ш. 85.56778° зх. д. (38.287707, -85.567875).  За даними Бюро перепису населення США в 2010 році місто мало площу 0,07 км², уся площа — суходіл.

## Демографія
Згідно з переписом 2010 року, у місті мешкало 114 осіб у 53 домогосподарствах у складі 40 родин. Густота населення становила 1662 особи/км².  Було 55 помешкань (802/км²).
Расовий склад населення:
| - 84,2 % — білих - 9,6 % — чорних або афроамериканців - 5,3 % — азіатів |

До двох чи більше рас належало 0,0 %. Частка іспаномовних становила 0,9 % від усіх жителів.
За віковим діапазоном населення розподілялося таким чином: 14,9 % — особи молодші 18 років, 63,2 % — особи у віці 18—64 років, 21,9 % — особи у віці 65 років та старші. Медіана віку мешканця становила 55,7 року. На 100 осіб жіночої статі у місті припадало 86,9 чоловіків;  на 100 жінок у віці від 18 років та старших — 86,5 чоловіків також старших 18 років.
Середній дохід на одне домашнє господарство  становив 106 790 доларів США (медіана — 88 125), а середній дохід на одну сім'ю — 112 384 долари (медіана — 98 750). Медіана доходів становила 61 875 доларів для чоловіків та 36 500 доларів для жінок. 
Цивільне працевлаштоване населення становило 61 осіб. Основні галузі зайнятості: освіта, охорона здоров'я та соціальна допомога — 32,8 %, фінанси, страхування та нерухомість — 31,1 %, науковці, спеціалісти, менеджери — 8,2 %, виробництво — 8,2 %.